# Fyrborstdvärgfoting
Fyrborstdvärgfoting (Symphylella elongata) är en mångfotingart som beskrevs av Ulf Scheller 1952. Fyrborstdvärgfoting ingår i släktet findvärgfotingar, och familjen slankdvärgfotingar. Enligt den svenska rödlistan är arten otillräckligt studerad i Sverige. Arten förekommer i Götaland. Artens livsmiljö är skogslandskap. Inga underarter finns listade i Catalogue of Life.